# Етель Тобах
Етель Тобах (англ. Ethel Tobach; 7 листопада 1921, М'ясківка, УРСР, СРСР — 14 серпня 2015, Уейленд, Массачусетс, США) — радянський психолог, відома доробками у галузі порівняльної психології та психології миру.

## Життєпис
Етель Тобах народилася 7 листопада 1921 року у м. М'ясківка Української Радянської Соціалістичної Республіки. Після народження родина емігрувала до Палестини. Через смерть батька Тобах із мамою переїхали до Філадельфії, у США, а потім — до Брукліна, у Нью-Йорку.
У 1937 році вступила до Гантерського коледжу на факультет психології. У 1949 році здобула ступінь бакалавра. Потім вступила до Нью-Йоркського університету, де здобула ступені магістра у 1952 році та доктора філософії у 1957 році під керівництвом Теодора Шнейрла.
У 1947 році вступила у шлюб із фотожурналістом Шарлем Тобахом. Згодом він переконав її вступити на докторську програму з психології до Нью-Йоркського університету.
Померла 14 серпня 2015 року в Уейленді, Массачусетс.

## Наукова діяльність
Після відмінного закінчення курсу з порівняльної психології в Нью-Йоркському університеті Тобах за сприянням Шнейрла працевлаштувалась до Американського музею природної історії. Там залишилась до кінця своєї кар'єри. Також працювала на факультеті Нью-Йоркського університету Гантерського коледжу, Центрі випускників і в університеті Єшиви.

### Наукові досягнення
У 1964 році Тобах заснувала Спілку Поведінки Тварин.
У 1972 році стала віце-президентом Нью-Йоркської академії наук.
У 1983 році разом із Гарі Грінбергом заснувала Міжнародне товариство порівняльної психології. У 1984 році Тобах стала першим президентом Товариства. У 1984 році її призначено президентом Відділу порівняльної та фізіологічної психології Американської психологічної асоціації.
З 1987 по 1988 роки була президентом Східної психологічної асоціації. У 2004 році зайняла посаду президентки відділу психології ААП.

## Відзнаки та нагороди
У 1993 році при Товаристві психологічних досліджень соціальних проблем Тобах отримала найпрестижнішу нагороду Товариства — премію Курта Левіна, а у 2003 році — золоту медаль ААП.